# Егоровское сельское поселение (Омская область)
Егоровское се́льское поселе́ние — муниципальное образование в Тарском районе Омской области Российской Федерации.
Административный центр — село Егоровка.

## История
Статус и границы сельского поселения установлены Законом Омской области от 30 июля 2004 года № 548-ОЗ «О границах и статусе муниципальных образований Омской области»

## Население
| 2010 | 2011 | 2012 | 2013 | 2014 | 2015 | 2016 |
| ---- | ---- | ---- | ---- | ---- | ---- | ---- |
| 446  | ↘445 | ↘426 | ↘421 | ↘412 | ↘391 | ↘385 |
| 2017 | 2018 | 2019 | 2020 | 2021 | 2023 |      |
| ↘366 | ↘353 | ↘335 | ↘316 | ↘223 | ↘204 |      |

## Состав сельского поселения
| № | Населённый пункт | Тип населённого пункта       | Население |
| - | ---------------- | ---------------------------- | --------- |
| 1 | Егоровка         | село, административный центр | ↘263      |
| 2 | Кошкуль          | деревня                      | ↘2        |
| 3 | Курляно-Дубовка  | деревня                      | ↘132      |
| 4 | Межевная         | деревня                      | ↘49       |